# Wayne Henderson
Wayne Henderson (Dublino, 16 settembre 1983) è un ex calciatore irlandese, di ruolo portiere.

## Carriera

### Nazionale
Ha partecipato ai Mondiali Under-20 del 2003.
Tra il 2006 ed il 2007 ha giocato complessivamente 6 partite con la nazionale maggiore irlandese.

## Palmarès

### Club

#### Competizioni giovanili
- FA Youth Cup: 1

Aston Villa: 2001-2002